# Pet prijateljev
Pet prijateljev je zbirka knjig Enid Blyton. Osebe v knjigi so izmišljeni otroški detektivi, sorojenci Julian, Dick in Anne ter njihova sestrična Georgina oziroma George in njen pes Timothy. Med vsakimi počitnicami doživljajo pustolovščine in Anne jih ima včasih kar dovolj. Vendar jih njihov pes vedno čuva in spi samo z enim ušesom, saj je neprestano na preži. Otroci ga imajo zelo radi. Zbirka obsega 21 knjig, nekatere so tudi svetovne uspešnice, kajti ta zbirka je pri mladih zelo priljubljena. Je primerna za vse generacije.

## Knjige
1. Na otoku zakladov
2. Novim dogodivščinam naproti
3. Na skrivnostni sledi
4. Na lovu za tihotapci
5. V cirkuškem taboru
6. Znova na Kirrinovem otoku
7. Skrivnost fantomskega vlaka
8. S kolesi na pot
9. V pasti
10. Na potepu
11. Cigančica Jo
12. Luč v svetilniku
13. V megli
14. V krempljih ugrabiteljev
15. Skrivni rov
16. Letala v viharni noči
17. Skrivnost starega stolpa
18. Zaklad grajskih ječ
19. Svetilnik na hudičevih skalah
20. Skrivnost šepetajočega otoka
21. Zadnja pustolovščina

## Osebe
- Anne za razliko od ostalih ne mara pustolovščin in se raje ukvarja s pospravljanjem in drugimi hišnimi opravili. Včasih zna pokazati tudi kremplje. Velikokrat uživa, ko igra gospodinjo. Rada pospravlja, kuha in briše.
- Dick je poznan po svojem očarljivem humorju. Star je toliko kot George. Kljub temu, da se zdi, da je najbolj povezan z bratom Julianom, iz knjig izžareva prijateljstvo s sestrično George. Večkrat rad malo zbada in dreza svojo mlajšo sestro Anne, pa tudi George.
- George je pravzaprav dekle z imenom Georgina, ki si neskončno želi biti fant. Zelo je vesela vsakič, ko jo nekdo zamenja za fanta, in hvaležna tistim, ki jo kličejo George. Le njen oče jo kliče Georgina, saj mu ni všeč, da se obnaša kot fant. Z Anne hodita na isto šolo. Tam ji je lepo, ker ima s seboj psa Timmyja, svojega najboljšega prijatelja. George je izjemno svojeglava in se velikokrat prepira z očetom.
- Julian je najstarejši član peterice. Pogosto je glavni, saj je najstarejši. Je resen, vljuden, pameten, prijazen, na trenutke pa tudi zelo prepričljiv in odrasel. Razvozlavanje ugank mu gre odlično od rok.
- Stric Quentin je znanstvenik in ne mara otrok, ker so zanj veliko preglasni. Za seboj loputa vrata, da se trese cela hiša. Je Georgin oče.
- Teta Fanny je prijazna do otrok in jih pogosto brani pred stricem Quentinom, saj je ta zelo vzkipljiv. Je Georgina mati.
- Timmy (Timothy ali Tim), je Georgin pes. Je zvest in popolnoma vdan svoji gospodarici. Velikokrat prijatelje tudi rešuje iz težav, zato je njihov peti prijatelj. Je odličen čuvaj.